# Ningo Prampram District
Der Distrikt Ningo Prampram District ist einer von 29 Distrikten der Greater Accra Region in Ghana. Er hat eine Größe von 614,3 km² und 204.673 Einwohner (2021). 

## Geschichte
Ursprünglich war er 1988 Teil des damals größeren Dangme West District, der aus dem früheren Dangme District Council hervorging, bis der südliche Teil des Distrikts am 28. Juni 2012 zur Bildung des Ningo Prampram District abgetrennt wurde; der verbleibende Teil wurde in Shai Osudoku District umbenannt. Der Distrikt befindet sich im östlichen Teil der Greater Accra Region und hat Prampram als Hauptstadt.

## Einwohnerentwicklung
Die folgende Übersicht zeigt die Einwohnerzahlen nach dem jeweiligen Gebietsstand.
| Jahr | Einwohner |
| ---- | --------- |
| 2010 | 70.923    |
| 2021 | 204.673   |

## Größte Gemeinden
Der Distrikt umfasst die folgenden 20 größten Gemeinden:
| Gemeinde      | Einwohner (2010) |
| ------------- | ---------------- |
| Prampram      | 14.897           |
| Old Ningo     | 9.078            |
| Dawhenya      | 5.584            |
| Afienya       | 4.064            |
| New Ningo     | 4.035            |
| Mataheko      | 3.748            |
| Lekpongunor   | 3.638            |
| Anwhiam       | 3.429            |
| Mongochonya   | 2.447            |
| Dawa          | 1.552            |
| Ayeetepa      | 1.375            |
| New Jerusalem | 1.328            |
| New Dawhenya  | 1.281            |
| Abekope       | 1.270            |
| Lotsobuer     | 1.206            |
| Mobole        | 1.111            |
| Kpongunor     | 1.020            |
| Bundase       | 876              |
| Ablekuma      | 781              |
| Buerko        | 767              |